# Marjorie Mountain
Marjorie Mountain († nach 1922) war eine australische Tennisspielerin in den 1920er Jahren. 

## Erfolge
Sie nahm im Jahr 1922 an den australischen Tennismeisterschaften (heute Australian Open) teil. Dort gewann sie mit ihrer Landsfrau Esna Boyd das erstmals bei den  ausgetragene Damendoppel. Sie besiegten Floris George und Lorna Utz in drei Sätzen mit 1:6, 6:4, 7:5. In der Einzelkonkurrenz schied sie im selben Jahr gegen Mall Molesworth in der ersten Runde aus. Im Mixed-Wettbewerb erreichte sie an der Seite von Rupert Wertheim das Halbfinale.